# Międzylesie (województwo pomorskie)
Międzylesie (niem. Friedrichshain) – mała osada w Polsce położona w województwie pomorskim, w powiecie kwidzyńskim, w gminie Gardeja.
W latach 1975–1998 miejscowość administracyjnie należała do województwa elbląskiego.
Inne miejscowości o nazwie Międzylesie: Międzylesie